# Alexandr Fjodorovič Poleščuk
Alexandr Fjodorovič Poleščuk (rusky Александр Фёдорович Полещук; * 30. října 1953 Čeremchovo, Irkutská oblast, SSSR). Je ruský kosmonaut z oddílu kosmonautů TKK Eněrgija. Do vesmíru letěl v roce 1993 jako 286. člověk ze Země.

## Životopis
Vysokou školu se zaměřením na strojírenství absolvoval v Moskvě, na Moskovskij Aviacionnyj Indy. Im. S.Ordžonikidze, zde získal titul inženýra. Do NPO Energija byl zařazen jako zkušební inženýr roku 1977, jako kosmonaut výzkumník o dva roky později. Oženil se s Irinou Petrovou, rozenou Čisťjakovou, mají spolu dceru Ljubov Alexandrovnu (* 1979) a žijí v Kaliningradu.

## Let do vesmíru
Ve svých 39 letech se Alexandr Poleščuk dostal do vesmíru na palubě kosmické lodě Sojuz TM-16. Byl zde palubním inženýrem, velitelem mu byl Gennadij Manakov. Oba odstartovali 24. ledna 1993 z kosmodromu Bajkonur a připojili se k mezinárodní kosmické stanici Mir. Zde Poleščuk strávil téměř půl roku jako člen 13. základní posádky. Mj. absolvoval dva výstupy EVA mimo stanici kvůli montáži solárních panelů na Kvant. Na Zem se vrátil ve stejné lodi, se kterou na Mir přiletěli po 179 dnech 22. července 1993.